# Euriphene batesana
Euriphene batesana är en fjärilsart som beskrevs av George Thomas Bethune-Baker 1926. Euriphene batesana ingår i släktet Euriphene och familjen praktfjärilar. Inga underarter finns listade i Catalogue of Life.